# Интеграл Фреше
Интеграл Фреше — интеграл, задаваемый на множестве элементов {\displaystyle F} произвольной природы.
Для определения интеграла Фреше на множестве {\displaystyle F} рассматривается некоторое {\displaystyle \sigma }-кольцо множеств {\displaystyle T} с заданной на нём счётно-аддитивной функцией множества {\displaystyle \Phi (E)} c вариациями {\displaystyle {\overline {W}}(\Phi ,E)} и {\displaystyle {\underline {W}}(\Phi ,E)}. Пусть {\displaystyle f(x)} — неотрицательная действительная функция элемента {\displaystyle x} пространства {\displaystyle F}. Функция {\displaystyle f(x)} называется суммируемой относительно {\displaystyle \Phi } на множестве {\displaystyle E\subset T}, если сходится ряд {\displaystyle \sum _{i}M_{i}W(\Phi ,E_{i})} при некотором разбиении множества {\displaystyle E} на непересекающиеся слагаемые {\displaystyle E_{i}}, {\displaystyle E_{i}\subset T}, {\displaystyle M_{i}=\sup _{E_{i}}f}.
Интеграл в смысле Фреше от функции {\displaystyle f(x)} определяется как разность интегралов относительно {\displaystyle {\overline {W}}(\Phi ,E)} и {\displaystyle {\underline {W}}(\Phi ,E)}.

## Необходимые и достаточные условия существования интеграла Фреше
Для того, чтобы суммируемая функция {\displaystyle f(x)} была интегрируемой в смысле Фреше, необходимо и достаточно, чтобы при всяком действительном {\displaystyle a} множество {\displaystyle E_{x}(f(x)>a)} отличалось от множества из {\displaystyle \sigma }-кольца {\displaystyle T} на некоторое подмножество множества меры нуль, принадлежащего {\displaystyle \sigma }-кольцу.